# Фоминичі (Калузька область)
Фоминичі (рос. Фоминичи) — село в Кіровському районі Калузької області Російської Федерації.
Населення становить 327 осіб. Входить до складу муніципального утворення Село Фоминичі.

## Історія
Від 2004 року входить до складу муніципального утворення Село Фоминичі.

## Населення
| 2002 | 2010 |
| ---- | ---- |
| 413  | ↘327 |